# 普羅旺斯阿爾卑斯山脈

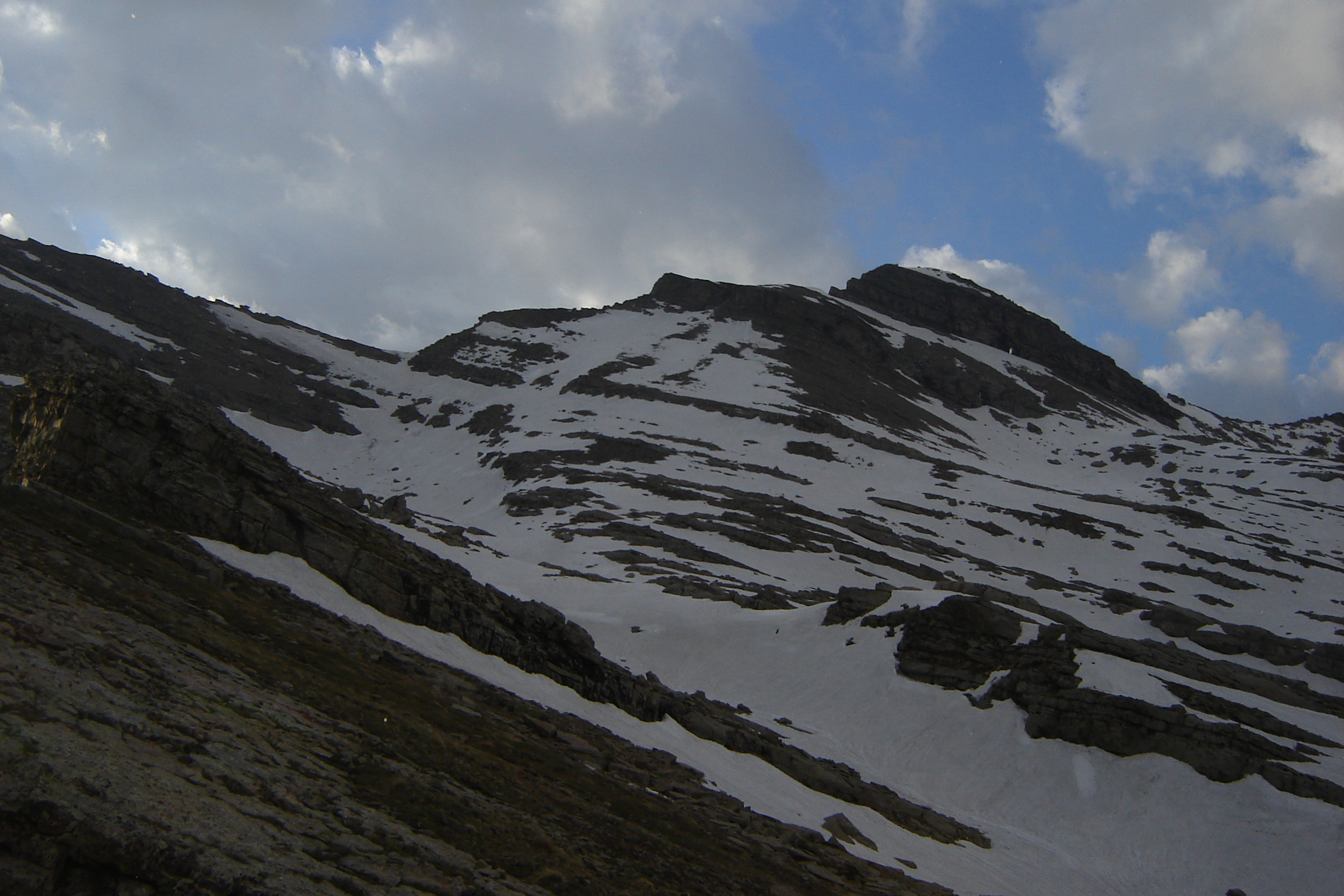

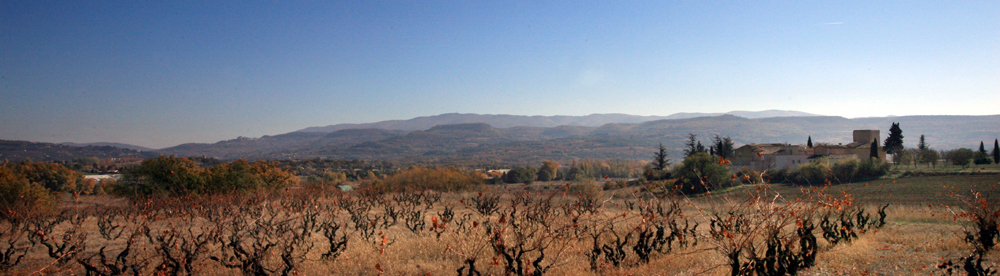

普羅旺斯阿爾卑斯山脈是法國的山脈，位於普羅旺斯-阿爾卑斯-蔚藍海岸，屬於西阿爾卑斯山脈的一部分，最高點海拔高度2,961米，山體由沉積岩組成。